# Louis André
Louis André (ur. 1682, zm. 23 stycznia 1739 w Dreźnie) – francuski kompozytor.
Od 1720 roku był nadwornym kompozytorem elektora saskiego i króla polskiego Augusta II Mocnego w Dreźnie. W 1721 roku gościł w Warszawie, gdzie pełnił funkcję kapelmistrza na Zamku Królewskim. Od 1729 roku kierował muzyką w kościele luterańskim w Dreźnie, a od 1734 roku był nadwornym kompozytorem baletowym. Był autorem muzyki do widowisk teatralnych, baletów i divertissements. W zbiorach Liceo Musicale w Bolonii zachował się jego traktat Essay de principe de musique par demandes, et par reponces, mis dans un ordre nouveau par Monsieur André, maitre de chapelle de Sa Majesté, le Roi de Pologne, et electeur de Saxe. A Varsovie 1721.